# Segling vid olympiska sommarspelen 1936
De olympiska tävlingarna i segling 1936 avgjordes mellan den 4 och 12 augusti, tävlingarna hölls i Kielfjorden utanför Kiel. 169 deltagare från 26 länder tävlade i fyra grenar.

## Båtklasser
- Utrustning:

| Klass   | Typ    | Seglare | Trapets | Storsegel | Fock | Spinnaker | Första OS |
| ------- | ------ | ------- | ------- | --------- | ---- | --------- | --------- |
| O-jolle | Jolle  | 1       | 0       | x         | x    | -         | 1948      |
| Starbåt | Kölbåt | 2       | 0       | x         | x    | -         | 1932      |
| 6 meter | Kölbåt | 5       | 0       | x         | x    | x         | 1908      |
| 8 meter | Kölbåt | 6       | 0       | x         | x    | x         | 1908      |

- Design:

## Medaljörer
| Gren                | Guld                                                                                              | Silver | Brons |
| O-jolle Detaljer... | Daan Kagchelland Nederländerna                                                                    | Werner Krogmann Tyskland                                                                                  | Peter Scott Storbritannien                                                                                              |
| Starbåt Detaljer... | Tyskland Peter Bischoff Hans-Joachim Weise                                                        | Sverige Arvid Laurin Uno Wallentin                                                                        | Nederländerna Bob Maas Willem de Vries Lentsch                                                                          |
| 6 meter Detaljer... | Storbritannien Christopher Boardman Miles Bellville Russell Harmer Charles Leaf Leonard Martin    | Norge Magnus Konow Karsten Konow Fredrik Meyer Vaadjuv Nyqvist Alf Tveten                                 | Sverige Sven Salén Lennart Ekdahl Martin Hindorff Torsten Lord Dagmar Salén                                             |
| 8 meter Detaljer... | Italien Giovanni Reggio Bruno Bianchi Luigi De Manincor Domenico Mordini Enrico Poggi Luigi Poggi | Norge Olaf Ditlev-Simonsen John Ditlev-Simonsen Hans Struksnæs Lauritz Schmidt Jacob Thams Nordahl Wallem | Tyskland Hans Howaldt Fritz Bischoff Alfried Krupp von Bohlen und Halbach Eduard Mohr Felix Scheder-Bieschin Otto Wachs |

## Medaljtabell
| Pl.    | Nation         | Guld | Silver | Brons | Totalt |
| ------ | -------------- | ---- | ------ | ----- | ------ |
| 1      | Tyskland       | 1    | 1      | 1     | 3      |
| 2      | Storbritannien | 1    | 0      | 1     | 2      |
| 2      | Nederländerna  | 1    | 0      | 1     | 2      |
| 4      | Italien        | 1    | 0      | 0     | 1      |
| 5      | Norge          | 0    | 2      | 0     | 2      |
| 6      | Sverige        | 0    | 1      | 1     | 2      |
| Totalt |                | 4    | 4      | 4     | 12     |